# یانکی‌تاون (تنسی)
یانکی‌تاون (به انگلیسی: Yankeetown) یک منطقهٔ مسکونی در ایالات متحده آمریکا است که در شهرستان وایت، تنسی واقع شده‌است. یانکی‌تاون ۲۹۶٫۸۸ متر بالاتر از سطح دریا واقع شده‌است.